# Glen H. Taylor
Glen Hearst Taylor (12 de abril de 1904 - 28 de abril de 1984) fue un político, artista y empresario estadounidense, que se desempeñó como senador de los Estados Unidos por Idaho.
Fue el candidato a vicepresidente en la lista del Partido Progresista en las elecciones presidenciales de 1948.

## Biografía

### Primeros años
Nacido en una pensión en Portland (Oregón), fue el duodécimo de trece hijos de Pleasant John Taylor y Olive Higgins Taylor.
La familia se instaló en Kooskia (Idaho). En 1919, después de completar el octavo grado en la escuela, se unió a la compañía de teatro de acciones de su hermano mayor, y entre 1926 y 1944, se convirtió en el propietario y gerente de varias empresas de entretenimiento.

### Carrera política
En 1935, intentó sin éxito organizar un Partido Laborista-Campesino en Nevada y Montana.
A fines de la década de 1930, se había establecido en el este de Idaho en Pocatello. Su primera campaña política fue en 1938 para un escaño en la Cámara de Representantes de Estados Unidos por el 2.º distrito congresional de Idaho, pero terminó en un distante cuarto lugar en las primarias del Partido Demócrata.
Se postuló por primera vez al Senado de los Estados Unidos en 1940 en una elección especial para cubrir el período restante del fallecido William Borah, pero perdió ante el designado John W. Thomas, con un 47,1% a un 52,9%. Volvió a competir en 1942 contra Thomas y perdió de forma más reñida, 48,5 a 51,5 %.
En su tercer intento por el Senado, se postuló para el otro escaño de Idaho en 1944, derrotando al conservador titular D. Worth Clark en las primarias demócratas y al gobernador C. A. Bottolfsen en las elecciones generales. Fue el primer actor profesional elegido al Congreso de los Estados Unidos.
En el Senado, conocido como "El vaquero cantante", adquirió una reputación de comportamiento excéntrico. A su llegada a Washington D. C., montó en su caballo, Nugget, subiendo los escalones del edificio del Capitolio de los Estados Unidos. Nugget también acompañó a Taylor durante una gira de 1947 por el país destacando su activismo contra la guerra y su oposición a la política exterior estadounidense de la época.

### Candidato a vicepresidente
En 1948 Taylor fue elegido como el candidato a vicepresidente en la lista del Partido Progresista encabezada por el exvicepresidente Henry A. Wallace. La lista no logró imponerse a ningún estado y ganó sólo el 2,4 por ciento del voto popular nacional. La nominación provocó un esfuerzo de los conservadores dentro del Partido Demócrata de Idaho para expulsarlo de sus filas, sin éxito.